# Chamberlain (merk)

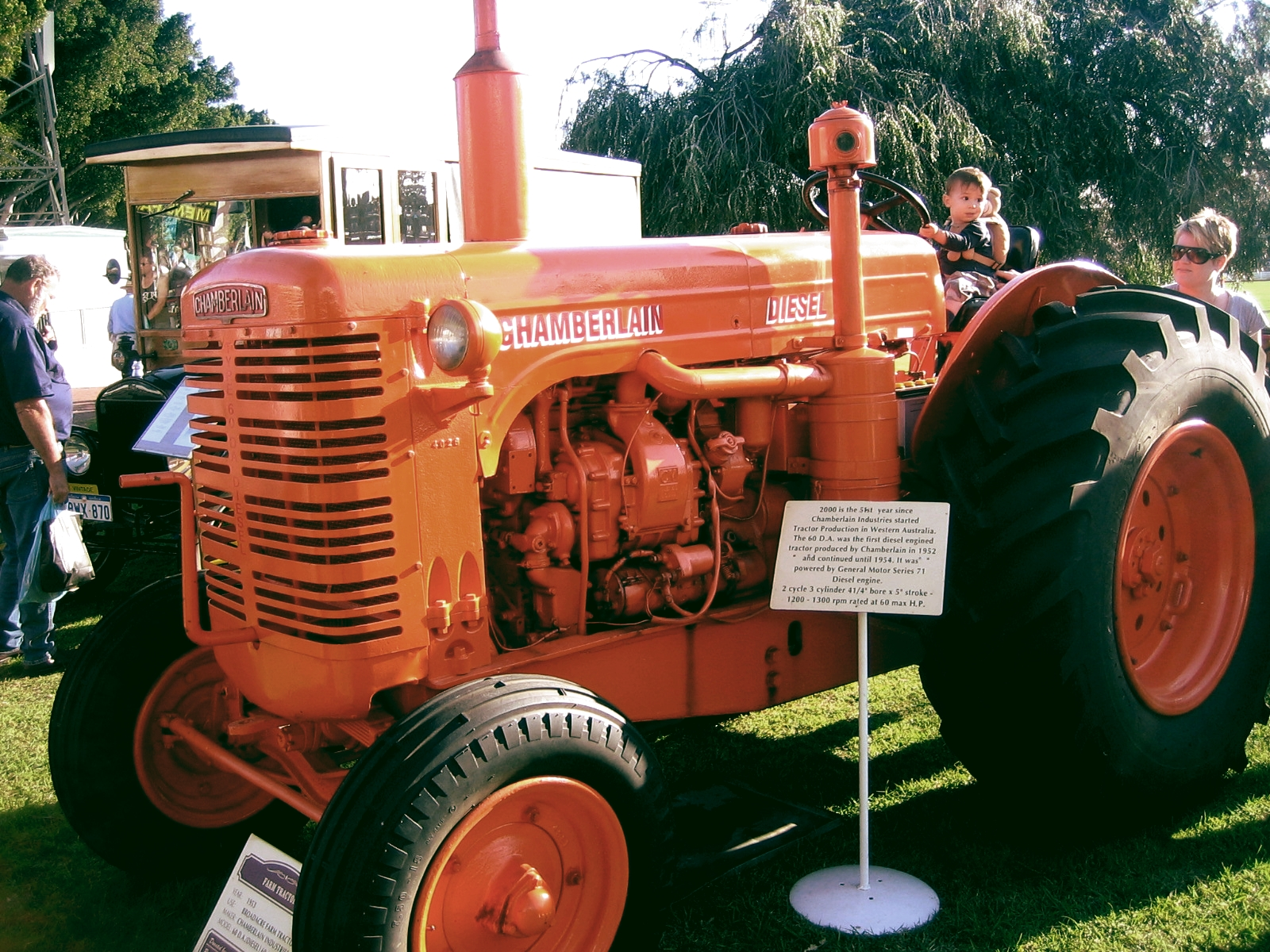
Chamberlain tractor

Chamberlain is een Australisch merk van landbouwtractoren.
De eerste types liepen in 1949 van de band in de fabriek van A.W. Chamberlain and Sons in Welshpool in West-Australië. Voordien was Chamberlain vooral hersteller van tractoren, maar hij besliste om zelf een tractor te bouwen die beter aangepast was aan de lokale omstandigheden. De tractoren kregen een oranje verflaag.
In 1970 nam de Amerikaanse landbouwmachinegigant John Deere een belang van 49% in Chamberlain. Daardoor werden meer en meer onderdelen van John Deere gebruikt in de productie. In de jaren tachtig verminderde de vraag naar landbouwmachines in Australië aanzienlijk. In 1986 werd de productie van de Chamberlain tractoren dan ook stopgezet. John Deere gebruikt de bedrijfsruimte wel nog steeds voor de eigen behoeften en voor de uitbreiding van haar eigen marktaandeel in Australië en Nieuw-Zeeland.